# Pamiers-Ouest (tổng)
Tổng Pamiers-Ouest là một tổng của Pháp nằm ở tỉnh Ariège trong vùng Occitanie.

## Hành chính
| Giai đoạn | Ủy viên        | Đảng             | Tư cách                |
| --------- | -------------- | ---------------- | ---------------------- |
| 2004-2011 | Bernard Soula  | PS               |                        |
| 1998-2004 | Bernard Soula  | PS               |                        |
| 1992-1998 | Bernard Soula  | Đảng xã hội Pháp | Thị trưởng Pamiers     |
| 1985-1992 | Gérard Legrand | UDF              | Phó thị trưởng Pamiers |

## Các đơn vị hành chính
| Xã                   | Dân số     | Mã bưu chính | Mã insee |
| -------------------- | ---------- | ------------ | -------- |
| Benagues             | 329        | 09100        | 09050    |
| Bézac                | 227        | 09100        | 09056    |
| Escosse              | 348        | 09100        | 09116    |
| Lescousse            | 81         | 09100        | 09163    |
| Madière              | 184        | 09100        | 09177    |
| Pamiers              | 13 417 (1) | 09100        | 09225    |
| Saint-Amans          | 48         | 09100        | 09255    |
| Saint-Jean-du-Falga  | 2 276      | 09100        | 09265    |
| Saint-Martin-d'Oydes | 225        | 09100        | 09270    |
| Saint-Michel         | 68         | 09100        | 09271    |
| Saint-Victor-Rouzaud | 161        | 09100        | 09276    |
| Unzent               | 120        | 09100        | 09319    |

(1) một phần xã.

## Thông tin nhân khẩu
| 1962                                                     | 1968 | 1975 | 1982 | 1990 | 1999 |
| -------------------------------------------------------- | ---- | ---- | ---- | ---- | ---- |
| -                                                        | -    | -    | -    | -    | -    |
| Nombre retenu à partir de 1962 : dân số không tính trùng |      |      |      |      |      |